# آ اویوا
آ اویوا (به اسپانیایی: A Ulloa) در اسپانیا است که در گالیسیا واقع شده‌است.